# جون إتش فيلت

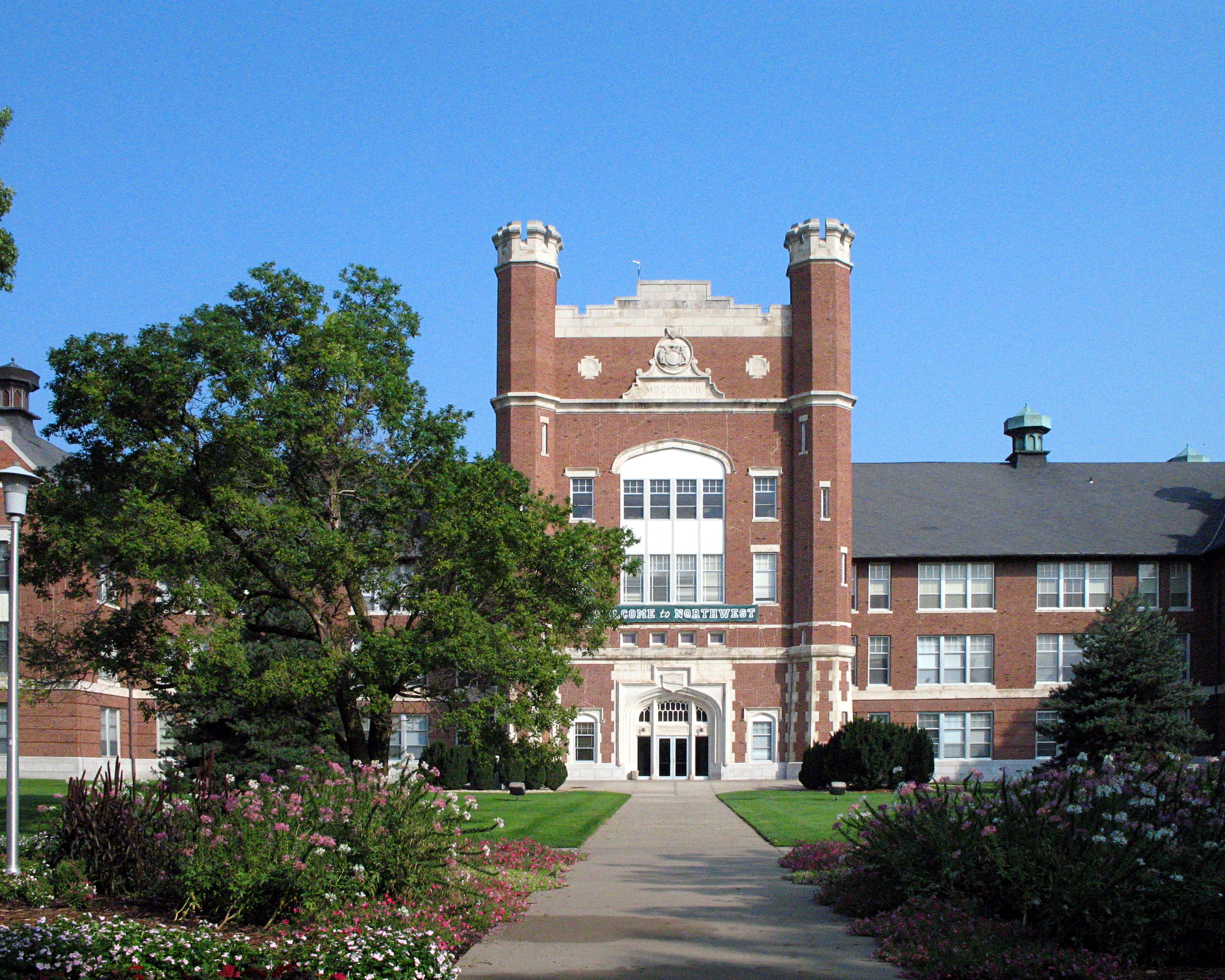
مبنى الإدارة في جامعة ولاية شمال غرب ميزوري - تصميم جون فيلت

جون إتش فيلت (بالإنجليزية: John H. Felt) هو مهندس معماري أمريكي، ولد في 1867، وتوفي في 1938. صمّم العديد من الكنائس والمدارس والمباني الحكومية في ولايتي ميزوري وكانساس.
وُلد في إنديانا، ثم انتقل إلى سانت جوزيف بولاية ميزوري عام ١٨٩٨، حيث أسس شركة جيه. إتش. فيلت وشركاه.
في عام ١٩٣٧، انتقل إلى مدينة كانساس سيتي، حيث تولى منصبًا إداريًا رفيعًا في شركة فيلت، دونهام وكريين، وفي عام ١٩٣٦، بعد انسحاب السيد دونهام، استمرّ تحت اسم فيلت وكريين.
من بين المباني التي صممها مباني الإدارة في جامعة ولاية شمال غرب ميزوري وجامعة ولاية إمبوريا ومحكمة مقاطعة بون بولاية ميوري.
في عام ١٩٠٤، أصبح ناشرًا لمجلة العمارة الحديثة.